# La Neuville-à-Maire
La Neuville-à-Maire település Franciaországban, Ardennes megyében. Lakosainak száma 111 fő (2022. január 1.). La Neuville-à-Maire Artaise-le-Vivier, Vendresse, Chémery-Chéhéry és Tannay-le-Mont-Dieu községekkel határos.

## Népesség
A település népességének változása:
| Lakosok száma | 97   | 79   | 73   | 98   | 128  | 134  | 123  | 115  | 110  | 111  |
|               | 1968 | 1982 | 1990 | 2006 | 2013 | 2015 | 2017 | 2019 | 2020 | 2022 |